# Rayén
Rayén es un nombre propio femenino de origen mapuche, cuyo significado en mapudungún es "flor".

## Personajes Célebres
- Rayén Araya, periodista chilena.
- Rayén Quitral, cantante chilena.